# 2404 Антарктика
2404 Анта́рктика (1980 TE, 1933 BP, 1934 GQ, 1951 LN, 1969 TH5, 1976 WG, 2404 Antarctica) — астероїд головного поясу, відкритий 1 жовтня 1980 року.
Тіссеранів параметр щодо Юпітера — 3,199.